# Адалы, Кутлу
Кутлу Адалы (тур. Kutlu Adalı; 3 января 1935, Никосия — 6 июля 1996, Никосия) — кипрский журналист, поэт и политик, один из самых известных представителей турецкого меньшинства острова, открыто выступающих против оккупации Турцией севера Кипра и переселения туда, в нарушение резолюции ООН, турецкого и курдского населения с материковой Турции, с целью изменения демографии острова.
Адалы был расстрелян из автоматов в июле 1996 года возле своего дома членами ультра-правых турецких организаций
Согласно заявлению Шенера Левента, издателя и редактора газеты «Аврупа», Адалы был убит турецкими секретными службами, после предпринятых им расследований и публикаций, открыто обвинявших турецкую армию в совершении в ходе её вторжения на Кипр в 1974 году массовых убийств кипрских военнопленных и мужского греческого гражданского населения, совершённых как на оккупированном турками севере острова, так и на территории собственно Турции.
23 мая 2021 года имевший связи с правительством турецкий мафиози Седат Пекер на своём канале на YouTube упомянул о причастности к убийству тогдашнего министра внутренних дел Мехмета Агара. Пекер утверждает, что по требованию Агара направил ему своего брата Атиллу Пекера как киллера для убийства Адалы, но его опередила «другая команда».
Расследования и публикации Адалы, раскрытие им мест массовых захоронений, вынудили турецкую армию и службы через 20 лет после совершения военных преступлений провести специальную операцию по уничтожению останков убитых и рассеяния их костей в море. Убийство Адалы остаётся нерасследованным по сегодняшний (2023) день. 

## Молодость
Адалы родился 3 января 1935 году в Никосии, где и окончил школу. В 1938 году, когда ему было 3 года, его семья эмигрировала в Турцию и поселилась Анталье, где он окончил школу. Он вернулся на Кипр в 1954 году, где устроился на работу секретарём в палату турецкой общины острова.
Несколько позже он начал работать на радиостанции «Байрак» турецкой общины. В 1960 году Кипр обрёл независимость от Британской империи. Независимая Республика Кипр предоставила турецкому меньшинству составлявшему всего 18 % населения страны и рассеянному по всему острову права соучредителя нового государства.
Однако уже в 1963 году начались столкновения между греческой и турецкой общинами острова. В этот период Адалы был сторонником турецкой националистической идеи таксима (раздела острова).
Андрос Киприану, нынешний генеральный секретарь коммунистической Прогрессивной партии трудового народа Кипра (АКЕЛ), в своей речи, посвящённой годовщине убийства Адалы, заявлял что «не является секретом что Адалы был тесным сотрудником лидера турецких националистов на острове Рауфа Денкташа и был членом организации TMT».
Близость с Денкташем и участие в ТМТ во многом определят условия будущей работы Адалы и его смерти, после того как он выступил против своих бывших товарищей, Турции и турецкой армии.

## Работы написанные Адалы до 1971 года
- Сельские отчёты (Köy Raporları), 1961, 1962, 1963
- Сумка пастуха (Dağarcık), 1963
- Разговор (Söyleşi), 1968
- Гадкий политик (Çirkin Politikacı), 1969
- Тваристан (страна тварей — Hayvanistan), 1969
- Общество родовых болей (Sancılı Toplum), 1969
- Мост (Köprü), 1969
- Şago, 1970
- Насреддин Ходжа и Кипр (Nasrettin Hoca ve Kıbrıs), 1971

## После переворота 1974 года и турецкого вторжения
Военный переворот 1974 года, организованный правившей в тот период в Греции военной хунтой, предоставил повод Турции для военного вторжения на остров и оккупации его северной части.
Вторгнувшись на остров якобы для восстановления конституционного порядка, турецкая армия провела этническую чистку на севере острова, где под давлением ТМТ было собрано большинство турецкого населения Кипра.
Следуя политике «таксима» Денкташ провозгласил на севере острова нелигитимную государственную формацию, по сегодняшний день не признаваемую никем в мире, кроме как собственно самой Турцией создавшей эту формацию.
Адалы получил пост главы Департамента населения и регистрации рождений, и оставался на этом посту до своего выхода на пенсию.
Параллельно Адалы продолжил свою журналистскую деятельность и получил признание в результате своего сотрудничества с газетой левой ориентации Yeni Düzen, где он вёл регулярную ежедневную колонку «Из голубого Кипра».
Несмотря на свои ранние националистические журналистские и литературные работы, его последующие работы были критическими по отношению к истеблишменту правой ориентации установившемуся на севере острова.
Реалии режима на оккупированном Турцией севере острова заставили его пересмотреть свои прежние убеждения и привели его в лагерь сторонников воссоединения острова.
После того как он сменил свой прежний турецкий национализм на патриотизм киприота, на него обратила внимание и греческая община острова, характеризуя его «боевым пером и патриотом Кипра, посвятившим свою жизнь правде, миру, демократии и братству двух общин острова».
Журналистская деятельность Адалы не соответствовала намерениям Р. Денкташа держать под своим жёстким контролем СМИ на севере острова.
К этому времени Адалы осознал роль Р. Денкташа в осуществлении империалистических планов по разделу острова, и, зная многое из его «тёмного прошлого», начал против него полемику в газете Yeni Düzen, подрывая авторитет этого «политика-шовиниста» в турецкой общине острова.
Адалы игнорировал угрозы исходившие от Денкташа и из Анкары. Он продолжил свою журналистскую деятельность, считая что она является надеждой для турок-киприотов ожидающих воссоединения острова.
А. Киприану, генсек АКЕЛ, отмечает, что в одной из своих статей Адалы писал, что следуя политике «Родина-мать» (Турция) и «ребёнок» (турки Кипра), турки -киприоты несут часть ответственности за «фашистское угнетение последних 35-40 лет».
Адалы писал, что на севере острова совершались нераскрытые убийства, лучшими профессиями стали профессии доносчика и агента, дававших возможность дальнейшего продвижения, на всех оппозиционеров были составлены досье, они были охарактеризованы предателями, коммунистами, филэллинами, и врагами Турции. и лишались работы.

## Новое кредо Адалы
В условиях оккупации и раздела острова, согласно Г. Франгосу, четыре основных принципа характеризуют деятельность и творчество Адалы:
- Кипроцентизм его идеологических и политических целей
- Антиоккупационный дух, который пронизывает все его действия
- Страсть журналиста и следователя
- Лирический дух, которые источают все его тексты, журналистские и литературные.

Он сделал киприотизм своим главным идеологическим стержнем.
С 1992 года Адалы призывал: «Мы должны гордиться своим киприотизмом!»
Он служил своему чисто кипрскому видению: «Наша расчленённая Родина должна стать целой Родиной, мирной для всех. Хватит слёз Кипра и киприотов»
Познав турецкую оккупацию, Адалы не питал иллюзий и призывал: «Мы не должны соглашаться с половиной нашей Родины, ни с половиной нашей Свободы. Республика наша должна быть правильной и целой, также как и наша Независимость…»
Адалы не стеснялся слов когда указывал на оккупантов как в своих статьях, так и своей поэзии. Его поэма «Конкистадоры» завершается словами: «Не дай Бог сынок вторжению на землю твою случиться / Потому как и ты выжатой лимонной коркой станешь / В своём собственном Отечестве».
Однако Г. Франгос считает что убийство Адалы было вызвано в основном его журналистскими расследованиями — каждая его последующая статья, каждая сенсационная деталь преступлений оккупационных властей приближали его смерть.
За 90 дней до своей смерти он писал. «Не может быть демократии посредством курка и штыка, угроз, угнетения, бомб и запретов».
Но даже в своих политических статьях Адалы пробивается лирика поэта : «С ностальгией вспоминаю своих греческих соседей в махалях Тактакала и Омерие… с ностальгией вспоминаю дни когда на своём велосипеде я проезжал под Воротами Фамагусты….».

## Убийство Адалы
Адалы был расстрелян из автоматов возле своего дома в северной части Никосии, последней разделённой столицы Европы, в июле 1996 года.
Исполнителями убийства указываются ультраправая турецкая организация «Серые волки» или «Турецкая бригада мести».
Поскольку убийство не расследовано по сегодняшний день, существует разброс в предположениях какой аспект деятельности Адалы послужил основной причиной убийства.

### Вопрос колонизации севера острова
Адалы осознал что турецкое военное вмешательство 1974 года в действительности объяснялось не провозглашённой Турцией заботой о турках-киприотах, а её собственными геополитическими интересами и задачами.
Одним из ключевых вопросов вызвавших его конфронтацию с Р. Денкташем и турецкими властями, стало непрекращающееся по сегодняшний день перекачивание на оккупированный север острова, в нарушение резолюции ООН, турецкого и курдского населения с материковой Турции, с целью изменения демографии острова.
Шенер Левент пишет что переселенцы из Турции в пять раз превышают число турок-киприотов и заявляет: «Нам угрожает опасность, что колонисты станут местными, а местные останутся без Отечества, в то время как продолжается грабёж земель греков-киприотов изгнанных силой оружия из своего Отечества в 1974 году».
Адалы полностью разделял это мнение и борьба против колонизации севера острова стала одной из его основных журналистских и политических задач.

### Против террористической сети
Другим спектром журналистских расследований Адалы была деятельность турецких служб, субсидируемых НАТО. В конце 40-х — начале 50-х годов США создали сеть антикоммунистических организаций во всех странах НАТО, под кодовым названием «Stay Behind». Целью сети было сдержать рост левых партий. Подобная организация была создана и в Турции на деньги американской финансовой помощи, с тем чтобы контролировать политическую обстановку в стране. В этих рамках были созданы военизированные подразделения психологических операций и террористическая организация Серые волки, ответственная за десятки убийств турок и курдов левой политической ориентации, студентов, журналистов, деятелей профсоюзов, принявшая также участие в трёх государственных переворотах в Турции. Одновременно Адалы раскрыл деятельность аналогичной итальянской сети Гладио, которая после турецкого вторжения 1974 года отмывала на оккупированном севере Кипра деньги через местные банки и казино.

### Монастырь Апостола Варнавы
Одним из последствий турецкого вторжения 1974 года, стал массовый и масштабный грабёж греческих древних храмов и средневековых церквей и монастырей, а также чёрная археология при содействии оккупационных властей.
Правительство Республики Кипр развернуло кампанию по возвращению похищенных оккупационными властями произведений искусств, и во многих случаях было вынуждено перекупать их на чёрном рынке произведений искусств в Европе и США.
Расследование Адалы о ограблении Монастыря Апостола Варнавы привело его к заключению, что основным ответственным за грабёж монастыря является генерал Галиб Медил, командир т. н. «Гражданской обороны».
Угрозы расправы в адрес журналиста не заставили себя ждать, но Адалы продолжил публикации. Хотя убийство Адалы в 1996 году так и осталось нерасследованным, в греко-киприотской прессе, а также в турко-киприотской прессе левой ориентации генерал Медил указывается как основной ответственный за убийство журналиста.

### «Пропавшие без вести»
Одной из основных зияющих ран кипрского общества после событий 1974 года остаётся вопрос о т. н. «пропавших без вести».
Речь в действительности идёт не только и не столько о пропавших без вести на поле боя. Кроме кипрских военнопленных, в своём большинстве это греческое мужское гражданское население деревень и городов севера Кипра, которое полагаясь на заявление турецкой армии о её миссии по восстановлению конституционного порядка первоначально не торопилось покинуть свои дома.
Лишь только после первых массовых зверств турецкой армии, население побежало на юг, что входило в планы этнической чистки на севере острова, для создания отдельного государства.
Однако после перемирия и обмена пленными, до двух тысяч греков-киприотов остаются в числе пропавших без вести и их родные по сегодняшний день не знают о их судьбе.
Это касается даже многих лиц, которые несколько месяцев спустя после прекращения огня отмечены на фотографиях снятых в тюрьмах и концлагерях севера Кипра и Турции.
Расследования Адалы о судьбе пропавших без вести, раскрытие им мест массовых захоронений и соответствующие публикации были одним из фронтов его конфронтации с турецкой армией и правыми кругами.

## Похороны Адалы
Похороны Адалы переросли в демонстрацию гнева, где доминировали лозунги «Смерть фашизму», «Единство-борьба-солидарность»
Похороны журналиста позволили тысячам турок-киприотов открыто выразить своё несогласие с оккупацией и разделом острова.
Участники похорон-демонстрации выражали желание Адалы: «Мы хотим воскресить тот, другой Кипр, Кипр в котором мы снова хотим жить».

### Решение Европейского суда по правам человека
В апреле 2005 года, в ответ на обращение супруги Адалы, Европейский суд по правам человека, возложил вину за нерезультативное расследование убийства журналиста Адалы на Турцию.
Суд принял позицию супруги Адалы, что оккупационные власти не расследовали результативно убийство, отметив что оккупационные власти не сняли отпечатки пальцев на месте убийства и вокруг дома Адалы, что баллистическая экспертиза была недостаточной и что не были привлечены к даче показаний «существенные свидетели».
Суд принял утверждение г-жи Адалы, что убийство её мужа было связано с его журналистской деятельностью и что убийство было совершено правительственными агентами или как минимум при их попустительстве.

### Решение Федерации европейских журналистов
В мае 2009 года Федерация редакторов Кипра и турко-кипрский журналистский союз Башин Шен вновь вынесли вопрос убийства Адалы на обсуждение в Европейскую федерацию журналистов.
Решением своей федерации европейские журналисты потребовали от правительства Турции и от тогдашнего лидера турецкой общины острова Талата, вновь начать расследование убийства Адалы, выяснить кто является его убийцами и наказать виновных.

## Заявление Шенера Левента
В 2015 году Шенер Левент выступил с заявлением, что убийство Адалы — дело рук турецких секретных служб.
Левент завлял что Адалы «закрыли рот», во избежание разоблачения журналистом тайной операции турецкой армии по уничтожению останков пропавших без вести.
Согласно Левенту, Адалы получил информацию, что оккупационные войска раскопали массовое захоронение у Монастыря Апостола Варнавы и рассеяли кости убитых в море.
Эта операция была аналогична той, которую оккупационные войска осуществили в колодцах регионов Ассиа и Орнити.
Левент пишет, что в убийстве Адалы вероятно замешан Абдулла Чатлы, ультраправый активист и агент турецких спецлужб, прославившися в убийстве «врагов турецкого государства» армян и курдов, поджогами лесов на греческих островах, перевозкой героина из Турции в Европу.

## «Кутлу Адалы: настоящий киприот»
В 2018 году, вдова Кутлу Адалы, поэтесса Илкай Адалы, издала книгу «Кутлу Адалы: настоящий киприот», написанную ею и Севгюл Улудаг. Почти сразу книга была переведена на греческий Ибрагимом Азизом и Христосом Хадзипапасом и издана издательством «Пери лихнон афас».
В книге описывается борьба Кутлу Адалы против режима установленного на севере острова, против колонизации севера острова осуществляемого Турцией, против действий оккупационной армии.
Описываются его расследования грабежа турецкими офицерами региона Фамагусты и угрозы в адрес Адалы.
Отмечается, что поэзия Адалы слилась с голосом других турко-киприотских поэтов и интеллигентов против оккупации их Родины.
Илкай Адалы пишет в своей книге, что не было сделано ничего чтобы расследовать убийство, напротив, было сделано всё для уничтожения улик и вещественных доказательств. В эпилоге книги, Илкай Адалы пишет, что убийцы, известные всем, остаются безнаказанными, а досье убийства закрыто.

## Внешние ссылки links
- An article on the court case following his assassination Архивная копия от 21 июня 2007 на Wayback Machine
- http://www.cypnet.co.uk/ncyprus/literature/adali.html Архивная копия от 23 ноября 2003 на Wayback Machine
- https://web.archive.org/web/20081118204749/http://www.newseum.org/scripts/Journalist/Detail.asp?PhotoID=1069